# YP1967
《YP1967》是一部時長72分鐘的香港記錄片，由杜紹玲執導。
記錄片在2017年上映，適逢六七暴動50周年，內容回顧參與其中的一群青少年囚犯。「YP」即的縮寫，是青少年囚犯的囚犯編號；而1967是指六七暴動發生的年份。

## 背景
時值中國文化大革命，這股風潮在1967年年初開始漫延至香港，同時受到澳門左派在1966年發動「一二·三事件」成功奪取澳葡政府權力的鼓舞，香港左派也蠢蠢欲動，在1967年年初藉勞資糾紛及僱員之間的爭執，發起多場「政治工潮」。 1967年4月，香港人造花廠發生勞資糾紛，香港工聯會在香港工委授意下把工潮升級為六七暴動，左派領袖組成鬥委會以毛澤東思想及中國文革號召左派工人及左派學校師生上街示威、罷工及四處縱火，至同年7月左派份子將暴力行動升級為恐怖活動，在香港各區放置過千枚俗稱「土製菠蘿」的炸彈進行無差別的襲擊，這場左派暴亂導致最少51人喪生。

## 內容
記錄片內容主要講述六七暴動時期被左派動員參與暴亂的一群青少年囚犯的，包括六名於當年參與六七暴動的青少年囚犯在50年後的專訪，受訪者大多認為自己是被港英政府以言入罪，認為自己在當時只不過是張貼標語、散發暴動小報及參與非法集會等，沒有直接參與暴力事件或恐襲，不過當中有人在當年是因為被控管有炸藥而被捕及被判刑。